# Chialingosaurus
Chialingosaurus var en stegosaurid som levde för 165 miljoner år sedan, under jura i Kina. Chialingosaurus är känd från ett antal partiella skelett hittade i Sichuan provinsen i Kina. Den tycks ha varit en smal stegosaurie vars hals - ryggplattor var långa och taggliknande, inte breda och tunna. Plattor av det här slaget förekom oftast på tidiga stegosaurier, som till exempel Chialingosaurus. Den blev cirka 4 meter lång och vägde cirka 150 kg.  
Den enda kända arten är Chialingosaurus kuani. Antagligen var arten växtätare som gick på marken.